# Фрідріх Кіль
Фрідріх Кіль (нім. Friedrich Kiel; 8 жовтня 1821, Пудербах, нині в складі міста Бад-Ласфе — 13 вересня 1885) — німецький композитор.

## Біографія
Талановитий самоук, Кіль почав грати на фортеп'яно в шестирічному віці, писати музику в тринадцятирічному. З переїздом сім'ї Кіля в Шварценау (нині в складі міста Бад-Берлебург) талановитий хлопчик в 1835 році потрапив в поле зору графа Сайн-Вітгенштейн-Берлебург: Кіль був притягнутий до виступів графської капели, пізніше був направлений в Кобург вчитися у флейтиста і композитора Каспара Куммера, а після повернення в 1840—1842 рр. очолював графську капелу. Потім в 1842 року з ним деякий час займався Луї Шпор, після чого Кіль вирушив до Берліна вчитися у Зігфріда Дена і Флодоарда Гейера. У 1852 році його перший зрілий твір, 15 канонів для фортеп'яно тв. 1, був опублікований в Лейпцигу з присвятою Ференцу Лісту, з яким молодий композитор не був знайомий.
Захоплений альпініст, в 60-річному віці Кіль здійснював сходження на найвищі альпійські вершини масиву Монте-Роза.

## Творчість
Серед творів Кіля — реквієм (1862), ораторія «Христос» (1870), «Ті Deum», фортеп'янний концерт, камерні твори для фортеп'яно, фортеп'яно зі скрипкою, фортеп'янного тріо, численні пісні. Твори Кіля, особливо ораторія, були широко відомі в Німеччині.
Його музичний стиль витримував середню лінію між консервативною традицією, яку успадкував у Роберта Шумана і Фелікса Мендельсона, та реформаторською діяльністю Ференца Ліста. Незважаючи на відому художню помірність, Кіль користувався підтримкою Ганса фон Бюлова, який спочатку відгукнувся на його Варіації і фугу тв. 17 негативно, але потім змінив свою думку.

## Викладання
Фрідріх Кіль почав викладати з 1866 року в Консерваторії Штерна (з 1868 року професор), в 1870 році перейшов в організовану Йозефом Йоахімом Берлінську Вищу школу музики. Серед його учнів, зокрема, Антон Аверкамп, Ігнацій Падеревський, Моріц Мошковський, Антоній Стольпе, Бернгард Ставенхаген, Арнольд Коло, Август Бунгерт.